# Faretra

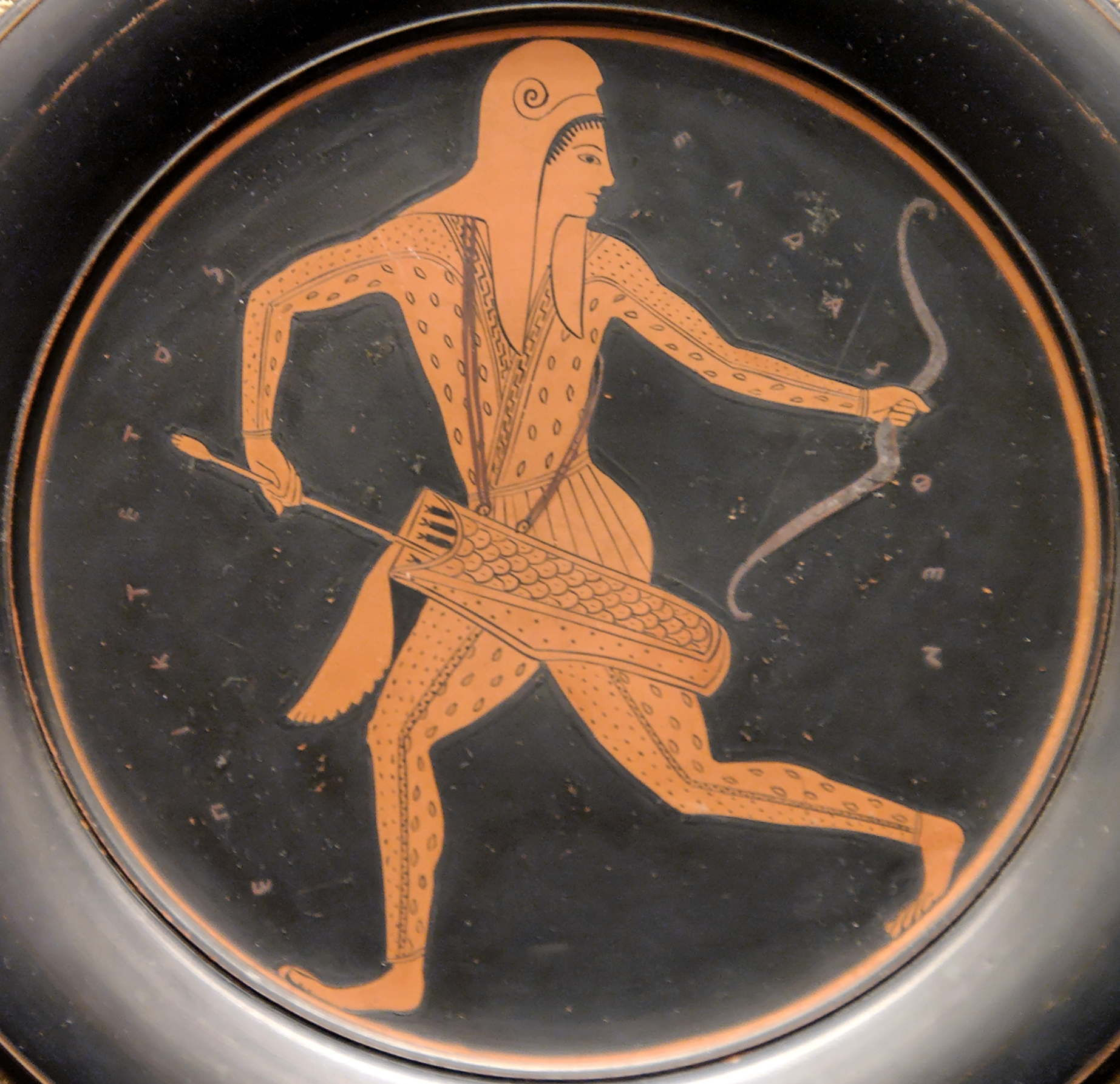
Un arciere scita in una riproduzione del VI secolo a.C., presso il British Museum

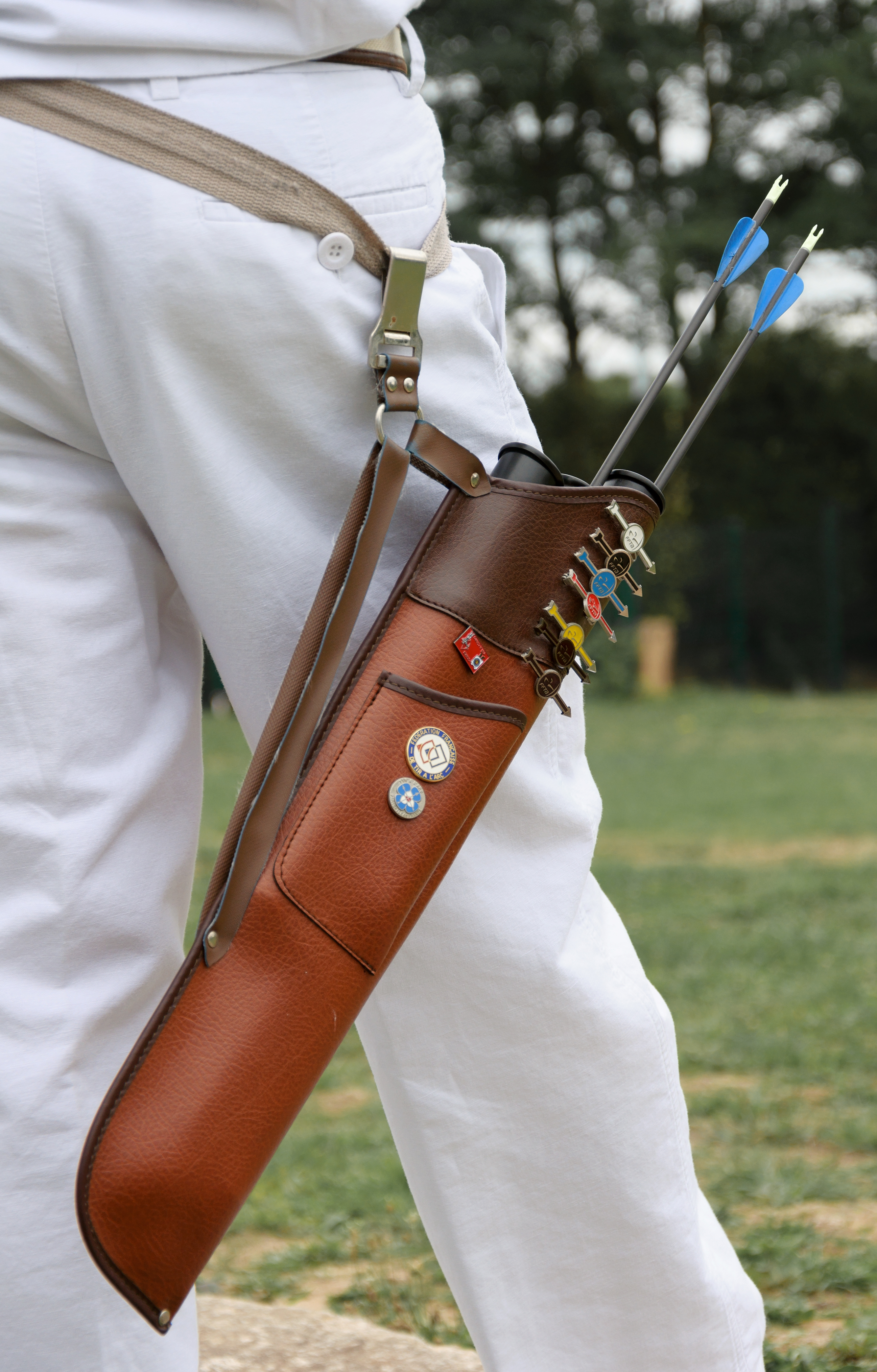
Faretra da cintura moderna

La faretra è un astuccio atto a contenere frecce o dardi per archi o balestre. Può avere diverse forme ed essere portato appeso alla cinta, alla sella di un cavallo, o sulla schiena. In alcuni casi (in particolare nel caso di faretre da sella) può avere anche uno spazio in cui deporre l'arco.
Le faretre sono state usate fin dai tempi antichi da tutti i popoli che hanno fatto uso di archi o simili armi da lancio. Ötzi, l'uomo del tardo neolitico i cui resti sono stati rinvenuti sulle Alpi nel 1991, portava con sé una rudimentale faretra. Anche i boscimani africani, che ancora oggi vivono secondo lo stile di vita tradizionale di cacciatori-raccoglitori (per esempio in Botswana), usano arco e frecce e costruiscono le proprie faretre secondo una tecnica tradizionale, ricavandole dagli alberi della aloe dichotoma.
In Europa, le faretre hanno fatto parte dell'equipaggiamento bellico fino al tardo Medioevo, quando le armi da fuoco hanno soppiantato gradualmente archi e balestre.
Oggi, le faretre (alla cinta) sono parte dell'equipaggiamento di coloro che praticano il tiro con l'arco o sport correlati. Le faretre moderne sono in genere fatte per contenere 25-30 frecce e spesso sono divise in scomparti.

## Tipi particolari di faretre
- Durante la Guerra dei Cento Anni veniva usata dagli arcieri inglesi un secondo tipo di faretra, chiamato "sacco di pecora", che aveva la forma di sacco ed era fatto con pelli di pecora. Tale sacco aveva sul fondo un'intelaiatura, generalmente di legno, grazie alla quale il piumaggio delle frecce (inserite con la punta verso l'alto) non si rovinava. La particolarità del "sacco di pecora" infatti era che le frecce venivano messe al contrario rispetto alla faretra tradizionale, questo perché una volta chiusa l'estremità del sacchetto con un cordino, le frecce non potevano uscire, e così gli arcieri erano liberi di combattere in prima linea con la spada, correre e saccheggiare, senza preoccuparsi di perdere le frecce.
- Un altro tipo particolare di faretra, di origine orientale, è il turcasso che, come le faretre per il tiro sportivo moderno, veniva portato dagli arcieri turchi agganciato alla cintura e non a tracolla.